# Helpmekaar
Helpmekaar (ce qui veut dire approximativement s'aider les uns les autres en afrikaans) ou helpmekaar vereniging est une association conceptuelle d'entraide sud-africaine, décentralisée, créée en 1916, d'abord dans l'État libre d'Orange puis dans les autres provinces sud-africaines, pour aider les familles des participants à la Rébellion Maritz à payer les amendes auxquelles ils avaient été condamnés.

## Description
La création de cette association d'entraide, par des partisans du général James Barry Hertzog, est l'épilogue de la rébellion menée par quelques Boers nationalistes contre l'entrée en guerre du gouvernement de l'Union sud-africaine, épisode qui s'était conclu par une centaine de morts.
Le but de la création d'Helpmekaar était de collecter de l'argent pour aider les familles des rebelles boers à payer les lourdes amendes auxquelles les meneurs de l’insurrection avaient été condamnés. 
Le mouvement Helmekaar s'est développé au niveau des 4 provinces sud-africaines et a permis de régler largement les dettes des rebelles, laissant un surplus de plusieurs dizaines de milliers de livres.
Ces différentes associations du mouvement Helpmekaar, autonomes et constituées au niveau des provinces, continuèrent à exister pour promouvoir le développement économique, social, éducative des populations Afrikaners ainsi que de la culture afrikaans. Les associations Helmekaar se concentrèrent plus particulièrement sur le soutien aux Afrikaners pauvres (poor whites afrikaners) et à la jeunesse afrikaner. 
Dans le cadre de ce concept de helpmekaar (ou d'aide mutuelle), les vignerons afrikaners de la région du Cap occidental mettent leurs ressources et capitaux en commun en 1918 pour créer un établissement de crédit, la South African National Trust Company (Santam), et une Compagnie nationale d'assurance-vie (Sanlam) dans le but exclusif d'aider des Afrikaners ou d'investir dans des projets d'Afrikaners. La Santam allait devenir un puissant levier financier au service du nationalisme afrikaans. C'est aussi à cette époque que se forme, dans le même esprit conceptuel, l'Afrikaner Broederbond.

## Sources